# Andrein
Andrein é uma comuna francesa na região administrativa da Nova Aquitânia, no departamento dos Pirenéus Atlânticos. Estende-se por uma área de 7,92 km². Em 2010 a comuna tinha 136 habitantes (densidade: 17,2 hab./km²).